# 元悼皇后
元悼皇后（げんとうこうごう、? - 318年以前）は、前趙の劉曜の最初の妻（即位前没）。姓は卜氏。兄弟に左光禄大夫の卜泰がいる。劉倹と劉胤を生んだ。

## 生涯
劉曜に嫁ぎ、正室となったが、劉曜の即位以前に死去した。
劉曜が即位すると、皇后に追封され、元悼と諡された。
卜氏の息子で世子であった劉胤は、靳準が叛乱したときに捕らわれ、匈奴の黒匿郁鞠部の奴隷となったが、その後帰還した。劉曜は驚き喜んで、劉胤を永安王に封じた。また、皇太子の劉煕（皇后羊献容の子で劉胤の弟）に命じて、劉胤に対し兄弟の礼をとらせた。劉胤もわだかまりなく応じた。

## 男子
- 劉倹（臨海王）
- 劉胤（南陽王）

## 伝記資料
- 『晋書』劉曜載記
- 『資治通鑑』